# Pavelló Tianyi
El Pavelló Tianyi és la biblioteca xinesa més antiga que es conserva. Està situada a Ningbo, dins un districte que rep el seu nom i que té també valor històric. Fou fundada com a biblioteca privada el 1561 per un ex alt funcionari anomenat Fan Qin. Des de març de 1982 està protegida per l'estat per ser considerada relíquia cultural.
L'edifici fou construït entre el 1561 i el 1571. Fou reparat i reformat el 1933 i el 1934 afegint-hi un pati davant i un altre darrere. El 1982 s'afegí una habitació amb funció de dipòsit.